# Maciej Dedowicz Trypolski
Maciej Dedowicz Trypolski herbu Gozdawa (zm. przed 3 czerwca 1758 roku) – sędzia ziemski kijowski w latach 1754–1757, podsędek kijowski w latach 1736–1754, podstoli żytomierski w latach 1717–1736, miecznik  owrucki w latach 1709–1717.
Syn Jana i Krystyny ze Staweckich.